# Humphrey Soekimo
Humphrey Soekimo, ook wel Hendrik Soekimo, is een Surinaams bestuurder. Hij was van 2001 tot 2011 districtscommissaris van Commewijne.

## Biografie
Soekimo werd in circa 1953/1954 geboren. Hij trad rond zijn 19e in dienst bij de overheid als onderwijzer en schoolhoofd, en ging vervolgens naar de bestuursdienst. Hij is aan het begin van de 21e eeuw lid van Pertjajah Luhur (PL). Hij werd in 2001 benoemd tot districtscommissaris van Commewijne. In deze functie bleef hij aan tot 2011. Hij werd opgevolgd door zijn partijgenoot Ingrid Karta-Bink. Tijdens zijn bestuur, in november 2009, kwam Commewijne een partnerverdrag overeen met de Indonesische stad Yogyakarta.